# بارکلسبی
بارکلسبی (به آلمانی: Barkelsby) یک شهر در آلمان است که در رندسبورگ-اکرنفورده واقع شده‌است. بارکلسبی ۱٬۴۷۴ نفر جمعیت دارد.